# Zündschloss

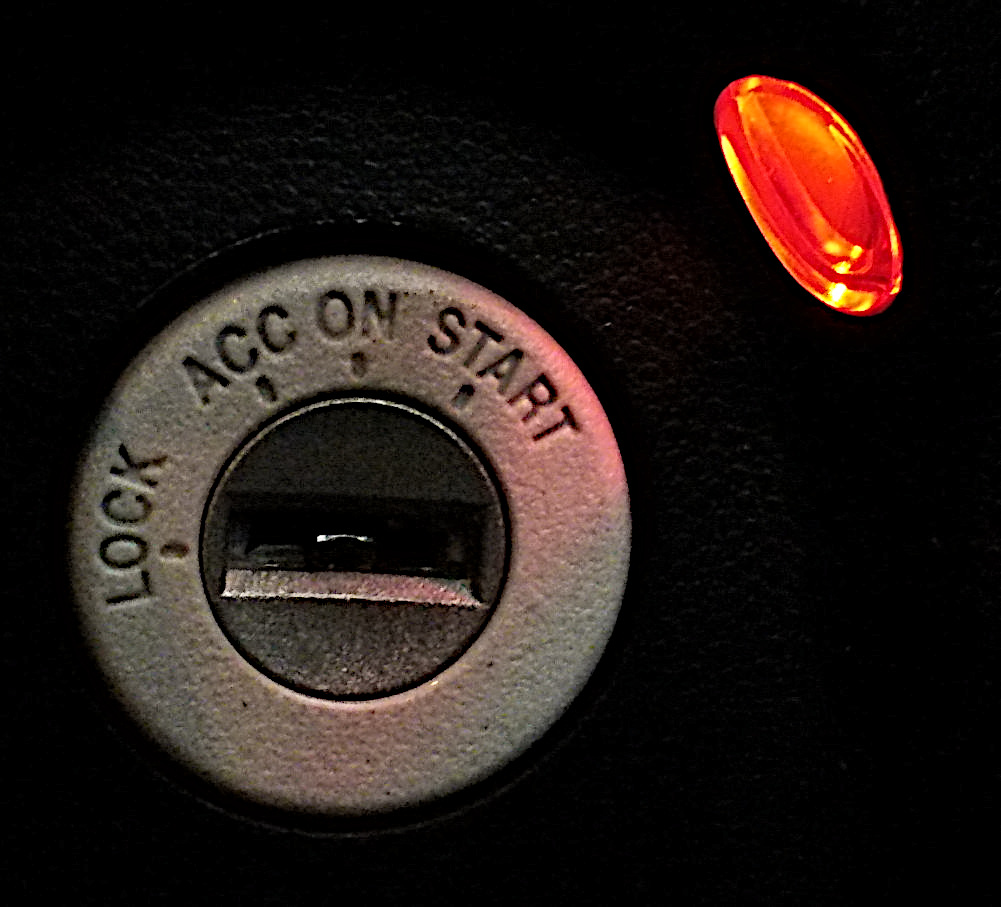
Beleuchtetes Pkw-Zündschloss

Zündanlassschalter 4-stufig mit Klemmenbezeichnungen

Das Zündschloss dient dazu, motorisierte Transportmittel vor unautorisierter Benutzung zu sichern.

## Zweck
Ottomotoren bedürfen einer permanenten elektrischen Zündung. Wird diese durch das Zündschloss unterbrochen, kommt es zum sofortigen Stillstand des Motors, bzw. er lässt sich nicht starten. Eine Ausnahme bilden Fahrzeuge, die mit einer Motorweiterlaufschaltung ausgestattet sind. Diese Technik bewirkt unter bestimmten Voraussetzungen die Spannungsversorgung der Zündanlage auch bei abgezogenem Zündschlüssel.
Dieselmotoren benötigen als Selbstzünder keine elektrische Zündung, dennoch wurden auch hier die Bezeichnungen Zündung, Zündschlüssel und Zündschloss verwendet. Heute verwendet man die Begriffe Startschalter oder Glühstartschalter.  Wurde bei historischen Motoren (bis in die 1990er Jahre) bei diesem Motortyp der Schlüsselschalter betätigt, öffnete ein Magnetventil die Kraftstoffzufuhr zur Kraftstoffpumpe und der Motor konnte gestartet werden. Wurde die „Zündung“ abgeschaltet, sperrte das Magnetventil die Kraftstoffzufuhr und brachte den Motor zum Stillstand. Bei modernen Common-Rail-Motoren bestimmt ein Steuergerät, wann und ob die Dieseleinspritzung erfolgt. Mit Abschalten des Glühstartschalters wird die Stromzufuhr zur InTank-Pumpe, zum Motorsteuergerät und zu den Injektoren unterbrochen und der Motor kommt zum Stillstand.

## Schlüsselstellungen
Das Zündschloss vereinigt oft mehrere Funktionen. Siehe Schaltstellungen auf dem Foto „Beleuchtetes Pkw-Zündschloss“. Die Klemmenbezeichnungen in eckigen Klammern
- (LOCK), aus dem Englischen für Verriegeln oder Abschließen. Lenkradschloss und Lenkradarretierung sind aktiv.
- (ACC) [Kl. 75]: kennzeichnet die erste Stufe der Stromversorgung im Fahrzeug, die ausschließlich aus der Starterbatterie erfolgt, beispielsweise für den Betrieb eines Radios. Die Bezeichnung ACC steht für Accumulator oder auch Accessory, englisch für Zubehör.
- (ON) [Kl. 15]: Spannungsversorgung für Zündung und Motor-Verbraucher sind eingeschaltet. Dieses ist nach dem Anlassen des Motors die Normalbetriebsstellung. Bei Fahrzeugen mit Dieselmotor analog Vorglüh-Stellung und Freigabe der Kraftstoffzufuhr zum Hochdruckteil der Einspritzpumpe.
- (START) [Kl. 50]: Einschalten des elektrischen Anlassers. Ein federkraftbewehrter Kontakt stellt den Zündschlüssel in die Stellung ON zurück, wenn er losgelassen wird.

Die Bezeichnungen der Schlüssel- bzw. Schaltstellungen eines Zündschlosses sind nicht genormt. So können neben den oben aufgeführten Bezeichnungen auch römische Ziffern als Kennzeichnung Anwendung finden. Bei einigen Fabrikaten wird auf eine Kennzeichnung der Schlüsselstellungen komplett verzichtet.
In vielen Zündschlüsseln ist zusätzlich ein Transpondersystem verbaut, das die Wegfahrsperre entsperrt.

## Entwicklungen
Vermehrt entfällt bei PKWs die federkraftbewehrte Schlüsselstellung START und wird durch eine separate Anlassertaste ersetzt.
Das vollständige Zündschloss wird zunehmend durch Chipkarten-Systeme, Keyless Go- und Fingerabdruck-Erkennungssysteme ersetzt.
Als Hauptgrund werden Sicherheitsaspekte benannt, da der Zündschlüssel bei einem Unfall ein nicht unerhebliches Verletzungsrisiko für das Knie des Fahrers darstellt, weshalb Saab bereits vor längerer Zeit das Zündschloss auf die Mittelkonsole verlegte.

## Zündschalter
Ein Zündschloss besteht in der Regel aus zwei Komponenten. Einem mechanischen Schloss mit Schließzylinder, um sicherzustellen, dass nur der zu diesem Schloss passende Schüssel den Schaltvorgang ausführen kann. Dem mechanischen Schließzylinder angegliedert befindet sich ein elektrischer Schalter, der entsprechend der Schlüsselstellung einen elektrischen Kontakt betätigt. Häufig ist der Schalter erst durch Demontage des mechanischen Teiles des Zündschlosses zugänglich.

## Einbauposition

### Personenkraftwagen
Bei Personenkraftwagen und auch bei verschiedenen Nutzfahrzeugen befindet sich das Zündschloss in der Regel seitlich an der Lenksäule oder auf der Mittelkonsole. Bei den meisten Fahrzeugtypen ist die Einbauposition rechts der Lenksäule.
Linkslenker mit Zündschloss links der Lenksäule
sind u. a. Porsche 356 und 911, Citroen DS, Lada Niva, Fiat Ducato erste Generation ab 1982 (Typ 280/290).

### Motorräder
Auch bei Motorrädern wird mit dem Zündschloss die Zündung eingeschaltet. Bei Kickstartern wird der Motor durch menschliche mechanische Kraft gestartet, bei elektrischen Anlassern wird mit einer separaten Taste (am rechten Handgriff) gestartet. Zusätzlich sind Motorräder – anders als Pkw – mit einem Killschalter ausgestattet (ebenfalls am rechten Handgriff), mit dem sich die Zündung des Motors jederzeit unterbrechen lässt, ohne dafür an den Zündschlüssel greifen zu müssen.
Bei neueren Motorrädern hat sich inzwischen – ähnlich wie beim Pkw – die Kombination der Lenkersperre mit dem Zündschloss durchgesetzt. Die früher weit verbreitete Bauweise mit einem separaten Lenkersperrschloss ist inzwischen nur noch selten anzutreffen.

## Sicherheit
Die Lenkersperre als Diebstahlsicherung ist ein zulassungsrelevantes Bauteil. Zündschlösser ohne Diebstahlsicherung (Wegfahrsicherung) oder der sogenannte Killschalter sind bei Motorrädern keine zulassungsrelevanten Bauteile. Eine Diebstahlsicherung, auch lose, ist zwingend vorgeschrieben.